# Engelska parken
För andra betydelser, se Engelska parken (olika betydelser).

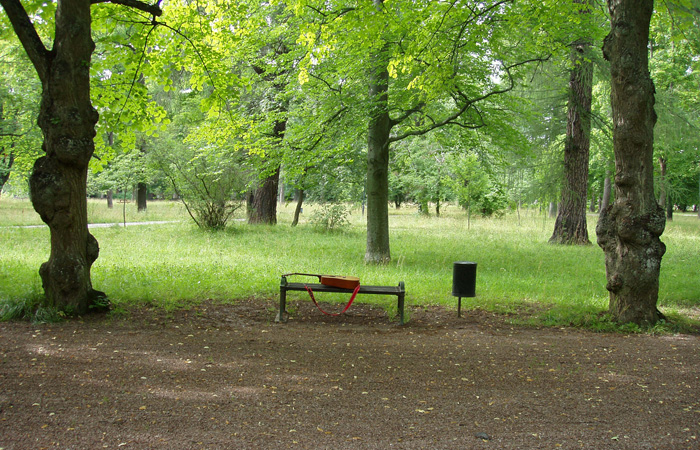
Nordvästra delen av parken.

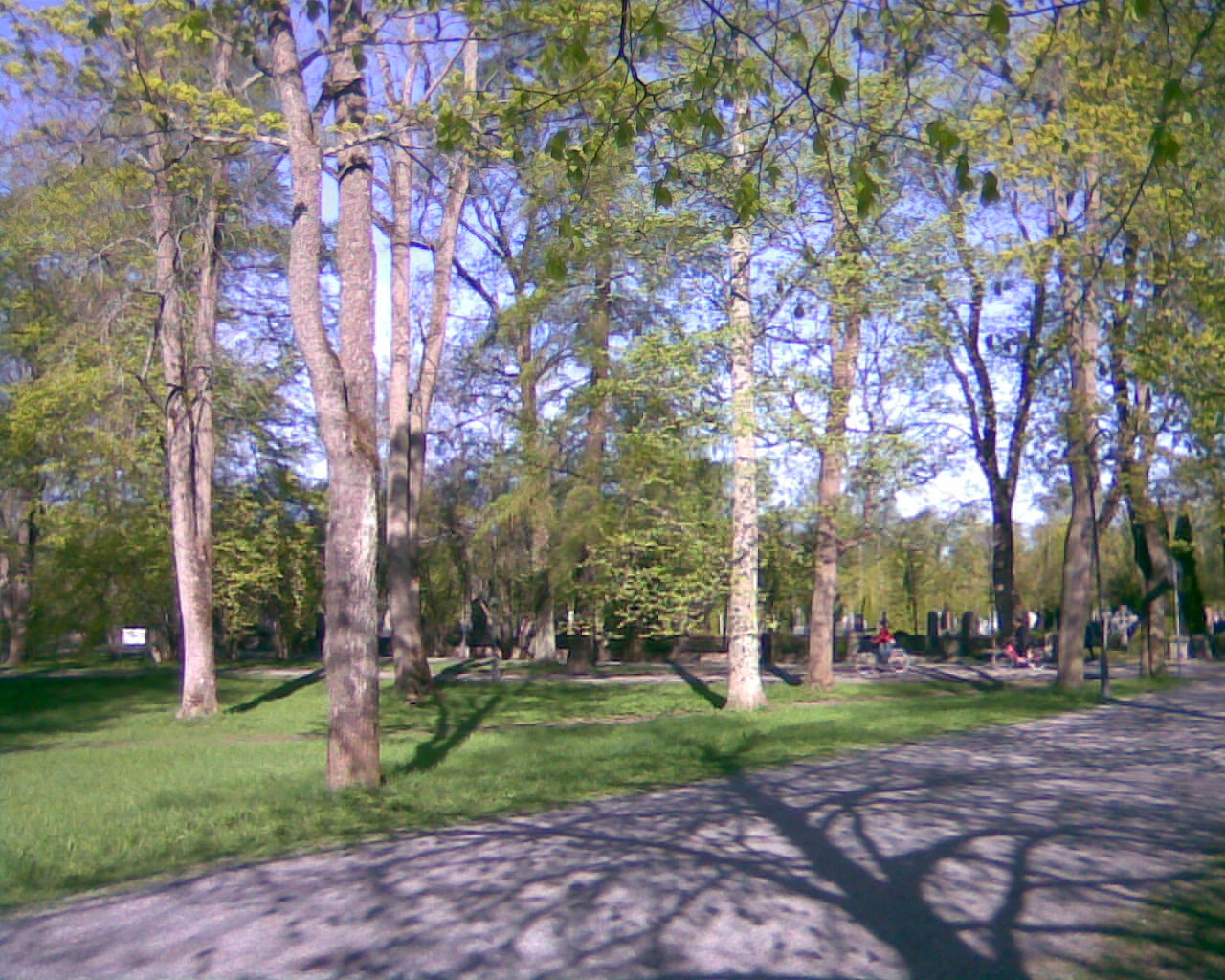
Engelska parken mot Gamla kyrkogården.

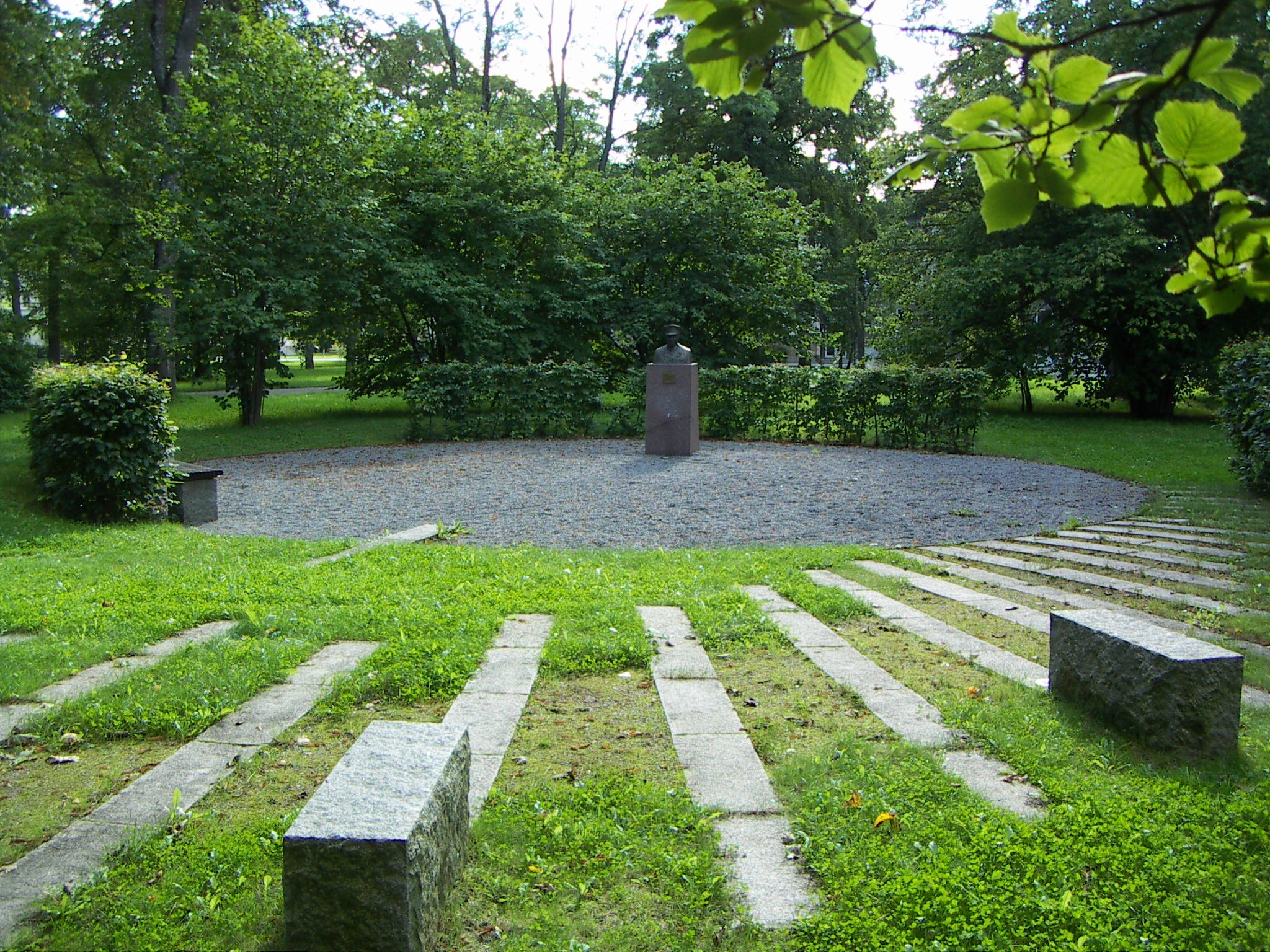
Folke Bernadotte-monumentet.

Engelska parken, eller egentligen Carolinaparken, är parken mot väster bakom universitetsbiblioteket Carolina Rediviva i Uppsala.

## Historik
Parken började anläggas år 1825, och är en av Sveriges första offentliga parker. Den har en lundliknande karaktär med många ädellövträd. År 1854 invigdes – på initiativ av Karl Johans-förbundet – en byst av Karl XIV Johan i parkens södra del. Bysten är skapad av skulptören Bengt Erland Fogelberg. Där högtidlighölls Unionsdagen den 4 november av Uppsala studentkår med tal och sång av Allmänna Sången fram till unionsupplösningen 1905.
I parken finns även sedan 2005 ett monument över Folke Bernadotte, samt en byst av honom som restes där redan 1999. Porträttbysten är en replik av en byst som 1997 placerats vid FN-skrapan i New York, och som skulpterats av den norska konstnären Solveyg Schafferer.
Carolinaparken blev rikskänd som Engelska parken i slutet av 1950-talet genom Owe Thörnqvists schlager "Rumba i Engelska parken".
Parken har gett namn till Uppsala universitets centrum för humanvetenskaper: Engelska parken – Humanistiskt centrum, som invigdes 2004.
I Carolinaparken finns sedan 2014 Pelle Svanslös lekplats.

## Bilder

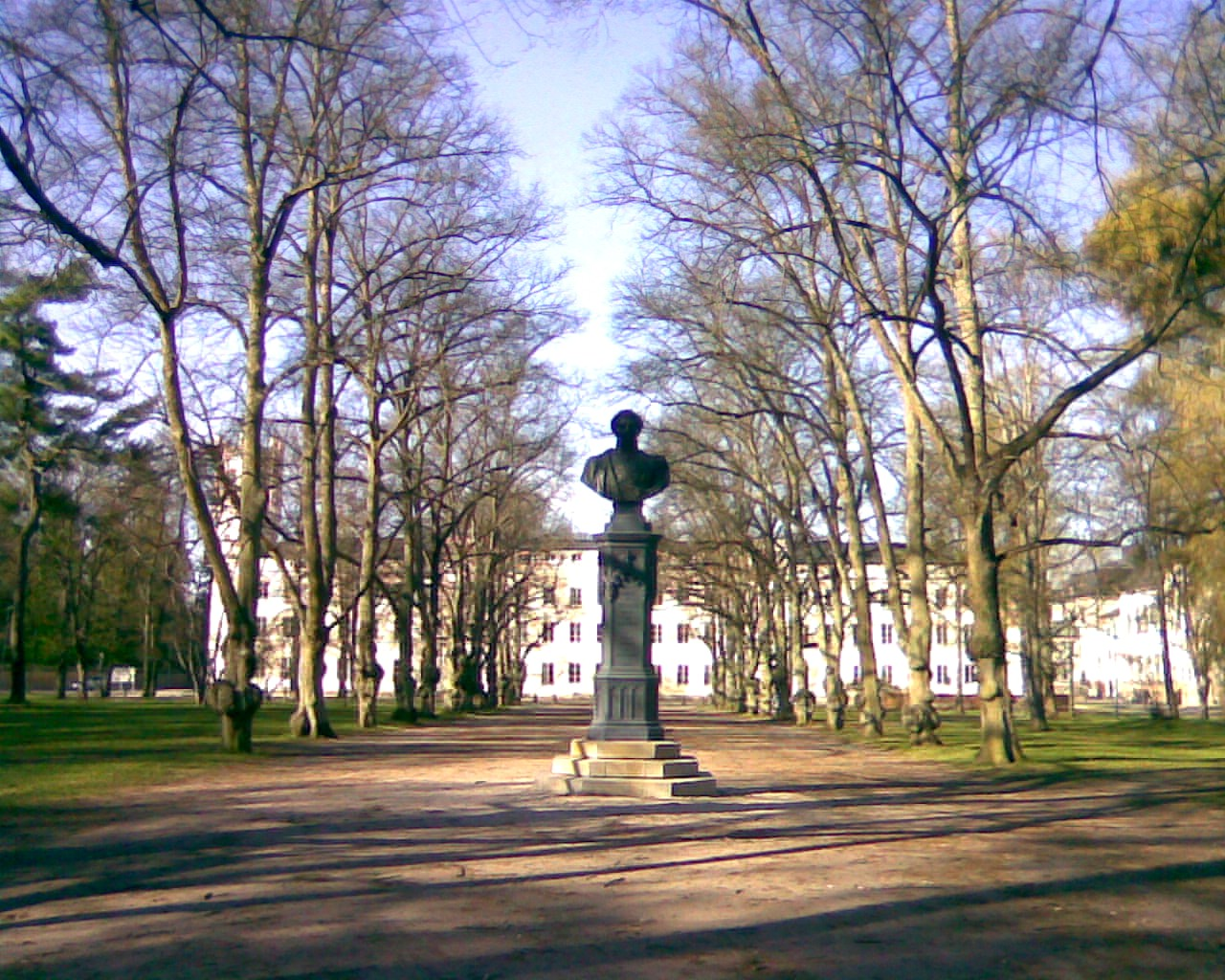
Karl XIV Johan-bysten framför Gamla Kemikum.
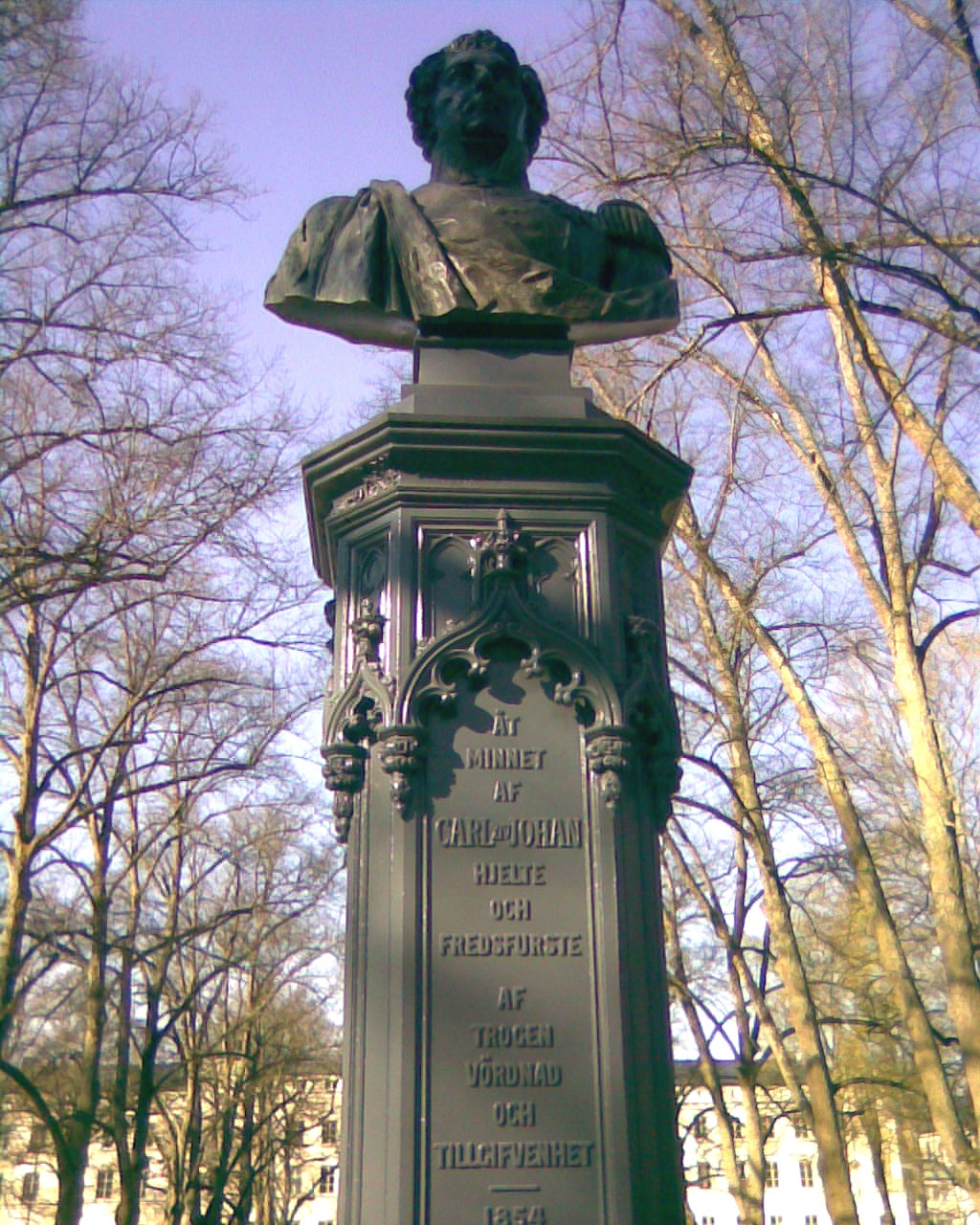
Karl XIV Johan-bysten från 1854.
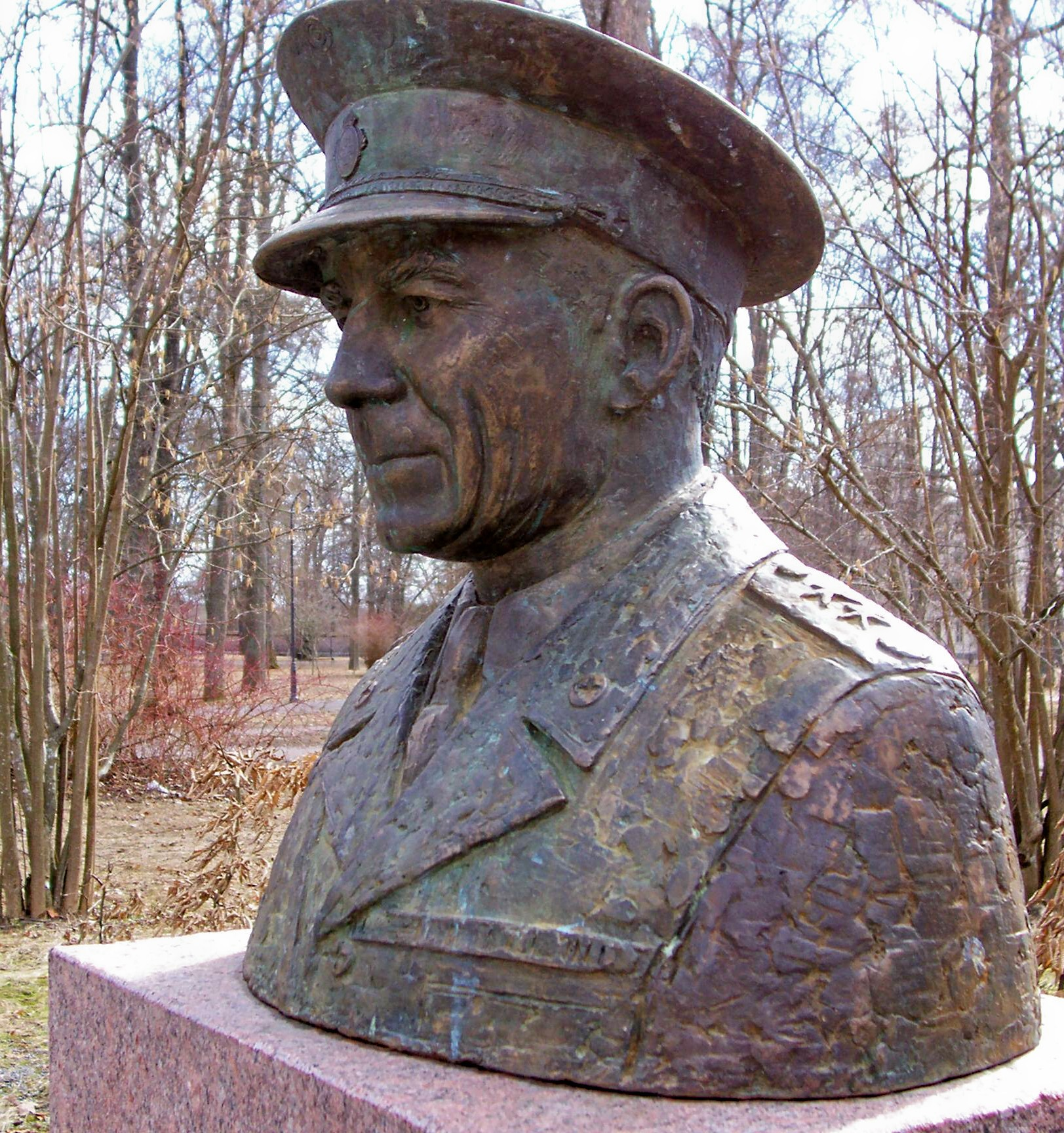
Folke Bernadotte-bysten från 1997.
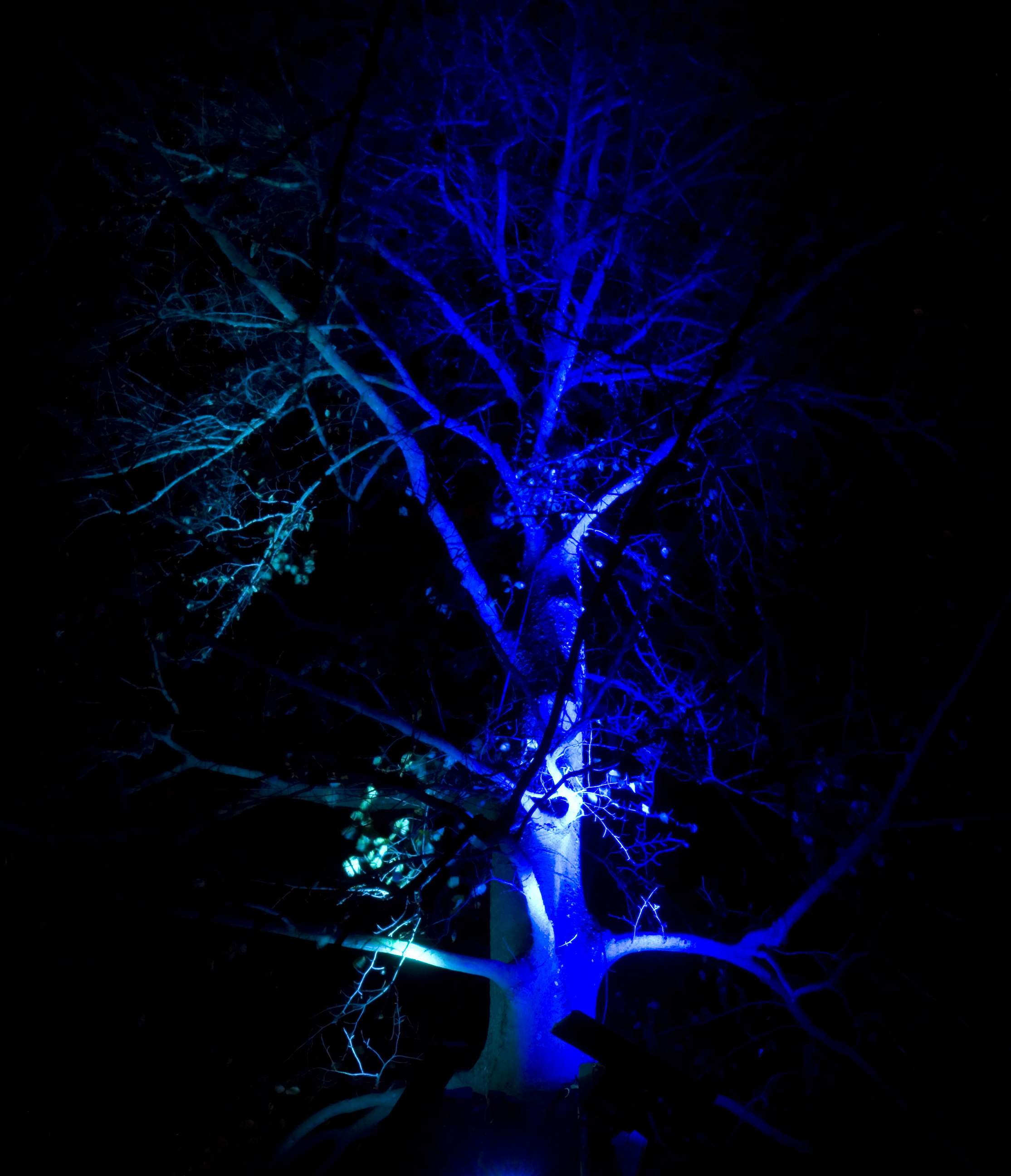
Träd i parken under Allt ljus på Uppsala 2008.
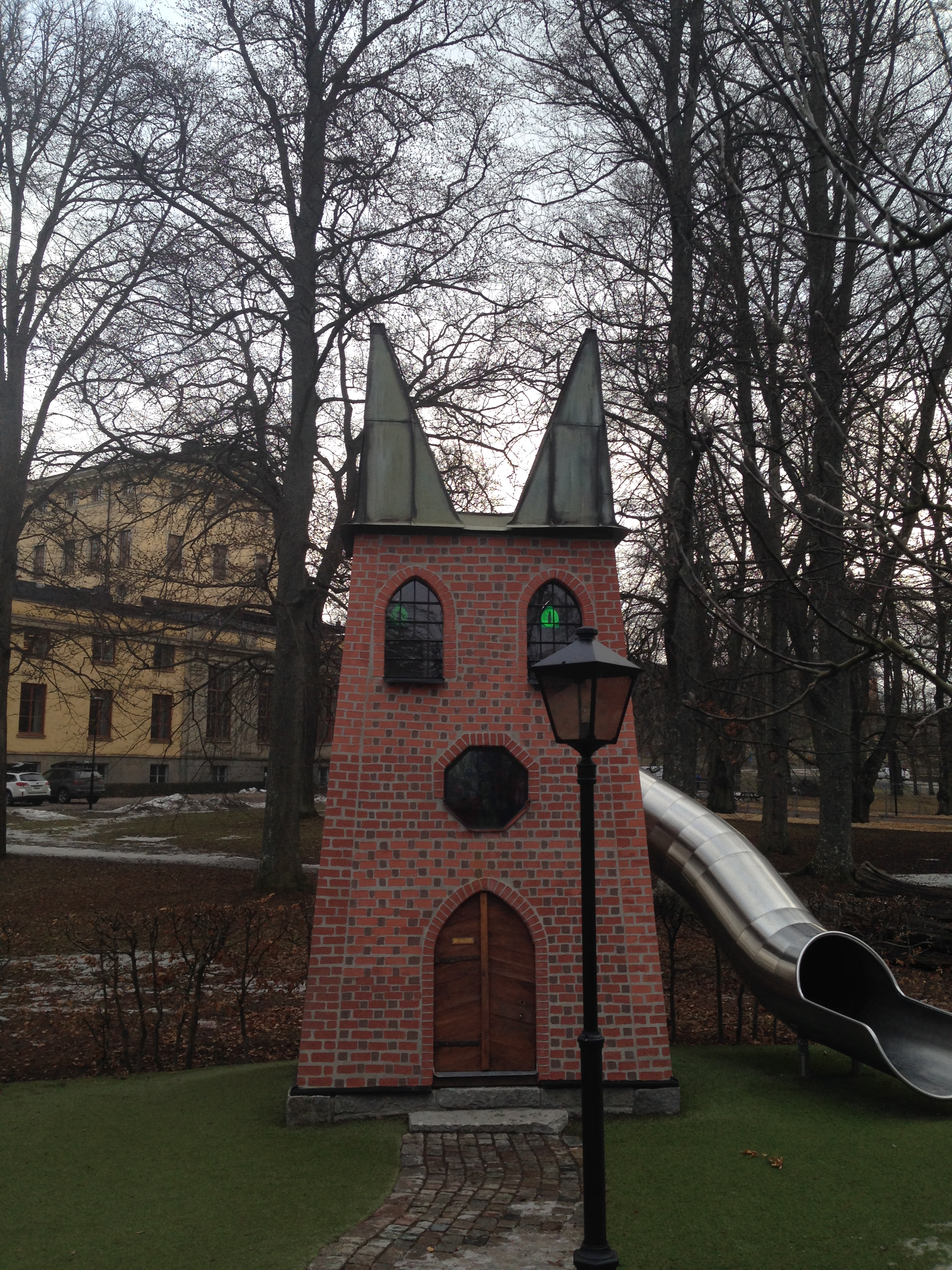
Uppsala domkyrka uppbyggd i Pelle Svanslös lekplats.